# Уоркмен, Марк
Марк Сесил Уоркмен (англ. Mark Cecil Workman; 10 марта 1930 года, Чарлстон, штат Западная Виргиния — 21 декабря 1983 года, Брейдентон, штат Флорида) — американский профессиональный баскетболист.

## Карьера игрока
Играл на позиции тяжёлого форварда и центрового. Учился в Университете Западной Виргинии, в 1952 году был выбран на драфте НБА под 1-м номером командой «Милуоки Хокс». Позже выступал за команды «Филадельфия Уорриорз» и «Балтимор Буллетс». Всего в НБА провёл 2 неполных сезона. В 1952 году включался во 2-ю всеамериканскую сборную NCAA. Всего за карьеру в НБА сыграл 79 игр, в которых набрал 386 очков (в среднем 4,9 за игру), сделал 230 подборов и 44 передачи.

## Смерть
Марк Уоркмен умер 21 декабря 1983 года в Брейдентоне (штат Флорида).

## Статистика

### Статистика в НБА
| Сезон                                                                                    | Команда              | Регулярный сезон | Регулярный сезон | Регулярный сезон | Регулярный сезон | Регулярный сезон | Регулярный сезон | Регулярный сезон | Регулярный сезон | Регулярный сезон | Регулярный сезон | Регулярный сезон | Серия плей-офф | Серия плей-офф | Серия плей-офф | Серия плей-офф | Серия плей-офф | Серия плей-офф | Серия плей-офф | Серия плей-офф | Серия плей-офф | Серия плей-офф | Серия плей-офф |
| Сезон                                                                                    | Команда              | GP               | GS               | MPG              | FG%              | 3P%              | FT%              | RPG              | APG              | SPG              | BPG              | PPG              | GP             | GS             | MPG            | FG%            | 3P%            | FT%            | RPG            | APG            | SPG            | BPG            | PPG            |
| ---------------------------------------------------------------------------------------- | -------------------- | ---------------- | ---------------- | ---------------- | ---------------- | ---------------- | ---------------- | ---------------- | ---------------- | ---------------- | ---------------- | ---------------- | -------------- | -------------- | -------------- | -------------- | -------------- | -------------- | -------------- | -------------- | -------------- | -------------- | -------------- |
| 1952/53                                                                                  | Милуоки Хокс         | 5                |                  | 5,8              | 29,4             |                  | 50,0             | 1,2              | 0,2              |                  |                  | 2,2              | Не участвовал  | Не участвовал  | Не участвовал  | Не участвовал  | Не участвовал  | Не участвовал  | Не участвовал  | Не участвовал  | Не участвовал  | Не участвовал  | Не участвовал  |
| 1952/53                                                                                  | Филадельфия Уорриорз | 60               |                  | 16,7             | 32,0             |                  | 62,2             | 3,1              | 0,6              |                  |                  | 5,3              | Не участвовал  | Не участвовал  | Не участвовал  | Не участвовал  | Не участвовал  | Не участвовал  | Не участвовал  | Не участвовал  | Не участвовал  | Не участвовал  | Не участвовал  |
| 1953/54                                                                                  | Балтимор             | 14               |                  | 10,8             | 41,7             |                  | 60,0             | 2,6              | 0,5              |                  |                  | 4,0              | Не участвовал  | Не участвовал  | Не участвовал  | Не участвовал  | Не участвовал  | Не участвовал  | Не участвовал  | Не участвовал  | Не участвовал  | Не участвовал  | Не участвовал  |
|                                                                                          | Всего                | 79               |                  | 14,9             | 33,1             |                  | 61,8             | 2,9              | 0,6              |                  |                  | 4,9              | Не участвовал  | Не участвовал  | Не участвовал  | Не участвовал  | Не участвовал  | Не участвовал  | Не участвовал  | Не участвовал  | Не участвовал  | Не участвовал  | Не участвовал  |
| Наведите курсор мыши на аббревиатуры в заголовке таблицы, чтобы прочесть их расшифровку. |                      |                  |                  |                  |                  |                  |                  |                  |                  |                  |                  |                  |                |                |                |                |                |                |                |                |                |                |                |